# 258323 Robertbarsa
258323 Robertbarsa este o planetă minoră (asteroid) din centura de asteroizi. A fost descoperită pe 16 octombrie 2001 la Observatorul Palomar de Near Earth Asteroid Tracking. 
Obiectul prezintă o orbită caracterizată de o semiaxă mare de 2,5772392537724 UAi, o excentricitate de 0,18143954631337, o înclinație de 4,8725050930788 ° în raport cu ecliptica.